# コープリハビリテーション病院
コープリハビリテーション病院（コープリハビリテーションびょういん）は、
倉敷医療生活協同組合が岡山県倉敷市水島東千鳥町に設置する病院。
全日本民主医療機関連合会(民医連)に加盟している。

## 診療科
- 内科[2]
- 神経内科[2]
- 精神科[2]
- 歯科[2]
- リハビリテーション科[2]

## 医療機関の認定
- 保険医療機関[2]
- 労災保険指定医療機関[2]
- 結核指定医療機関[2]
- 生活保護法指定医療機関(中国残留邦人等の円滑な帰国の促進並びに永住帰国した中国残留邦人等及び特定配偶者の自立の支援に関する法律に基づく指定医療機関を含む。)
- 身体障害者福祉法指定医の配置されている医療機関[2]
- 指定自立支援医療機関（精神通院医療）[2]
- 精神保健指定医の配置されている医療機関[2]
- 原子爆弾被爆者一般疾病医療取扱医療機関[2]
- 公害医療機関[2]
- 難病の患者に対する医療等に関する法律に基づく指定医療機関[2]
- 特定疾患治療研究事業委託医療機関[2]
- 無料低額診療事業実施医療機関[2]

## 差額ベッド代について
病院の理念により、差額ベッド料（個室料）を徴収していない。

## 交通アクセス
- 水島臨海鉄道水島本線「水島駅」より徒歩1分

## 周辺
- 水島体育館
- 倉敷市立第五福田小学校
- 水島彫刻通り

## 関連施設
- 総合病院水島協同病院（倉敷医療生活協同組合が設置）
- 玉島協同病院（倉敷医療生活協同組合が設置）